# Deuxième trilogie de Star Wars
Prélogie
Pour un article plus général, voir Star Wars au cinéma.
 Pour plus de détails, voir Fiche technique et Distribution
La deuxième trilogie de Star Wars ou prélogie (en anglais : prequels) est une série de trois films de la saga Star Wars créée par George Lucas, sortis entre 1999 et 2005. Elle est produite par Lucasfilm. Cette trilogie est composée des épisodes I à III, dont l'histoire précède Star Wars, épisode IV : Un nouvel espoir, sorti en 1977, dans la chronologie de la saga.

## Production
Le concept de deuxième trilogie de films Star Wars est envisagé dès la rédaction des premiers scripts du premier film, Un nouvel espoir. Lorsque George Lucas négocie un premier contrat, celui-ci ne lui permet de réaliser qu'une trilogie. Il négocie une seconde trilogie après le succès avéré de la première. Quoique George Lucas songe pendant un temps à une suite du Retour du Jedi, il préfère finalement celle d'une trilogie préquelle. La popularité de cet univers fictif maintenue, par le biais de la sortie de produits dérivés et d'un univers étendu notamment par les bandes-dessinées, convainc George Lucas de se lancer dans la production de la trilogie préquelle. Le réalisateur choisit alors comme principal sujet de cette nouvelle trilogie l'évolution d'un personnage, un Jedi. Cette seconde trilogie présente les origines puis le basculement progressif de ce Jedi vers le Côté obscur et sa transformation en Dark Vador. Par conséquent, les films Star Wars peuvent traiter un seul sujet dans sa globalité. Il s'agit alors de la vie d'Anakin Skywalker, devenu Dark Vador. 

## Promotion
Une affiche de teasing a été conçue pour chacun des trois films de cette trilogie. Les trois représentent à la fois Anakin Skywalker et, plus ou moins visiblement, le même personnage sous sa forme future de Dark Vador. Seule l'affiche de L'Attaque des clones représente un second personnage. Il s'agit de celui de Padmé Amidala, ce qui permet de mettre en scène sur l'affiche l'amour impossible qui contribue fortement à la transformation d'Anakin Skywalker en Dark Vador.

## Synopsis

### Star Wars, épisode I: La Menace fantôme
Les Sith, cachés, manipulent la Fédération du Commerce. Celle-ci décide ainsi d'envahir la planète Naboo avec son armée de droïdes. La reine de Naboo, Padmé Amidala, demande alors de l'aide aux Jedi. Tout en venant pour défendre la reine, le Jedi Qui-Gon Jinn rencontre à Tatooine le jeune esclave Anakin Skywalker. Cet enfant manifeste une forte affinité avec la Force, montrée notamment par son talent au pilotage. Les Jedi trouvent alors un ennemi plus dangereux que la Fédération du Commerce, le Sith Dark Maul.

### Star Wars, épisode II: L'Attaque des clones
Un mouvement séparatiste opposé à la République galactique et commandé par le comte Dooku, un ancien Jedi, gagne progressivement en pouvoir et en adhérents. De plus en plus de sénateurs se méfient de cette probable menace. Par conséquent, beaucoup demandent la création d'une armée pour la République. Dans le même temps, Padmé Amidala, désormais sénatrice de Naboo, est victime d'une tentative d'assassinat. Le jeune Jedi Anakin Skywalker est chargé de la protéger, tandis que le Jedi Obi-Wan Kenobi enquête à la recherche du responsable de la tentative d'assassinat. Il découvre alors qu'une armée de clones est en préparation.

### Star Wars, épisode III: La Revanche des Sith
En pleine guerre des clones, le conseil Jedi se méfie de plus en plus du chancelier suprême de la République galactique, Palpatine. Anakin Skywalker, un Jedi, se sent tout de même ami de Palpatine, et par conséquent tiraillé entre les deux. Palpatine se révèle alors à Anakin sous son identité secrète, celle du seigneur Sith Dark Sidious, et adopte Anakin comme apprenti, qui devient ainsi Dark Vador. Les Jedi sont presque tous exterminés. Dark Vador affronte alors Obi-Wan Kenobi, l'un des deux principaux survivants avec Yoda de l'élimination des Jedi.

## Distribution
|                                                 | Films                                               | Films                                                | Films                                     |
| Star Wars, épisode I : La Menace fantôme (1999) | Star Wars, épisode II : L'Attaque des clones (2002) | Star Wars, épisode III : La Revanche des Sith (2005) |                                           |
| ----------------------------------------------- | --------------------------------------------------- | ---------------------------------------------------- | ----------------------------------------- |
| Obi-Wan Kenobi                                  | Ewan McGregor (VF : Bruno Choël)                    | Ewan McGregor (VF : Bruno Choël)                     | Ewan McGregor (VF : Bruno Choël)          |
| Padmé Amidala                                   | Natalie Portman (VF : Sylvie Jacob)                 | Natalie Portman (VF : Sylvie Jacob)                  | Natalie Portman (VF : Sylvie Jacob)       |
| Anakin Skywalker                                | Jake Lloyd (VF : Julien Bouanich)                   | Hayden Christensen (VF : Emmanuel Garijo)            | Hayden Christensen (VF : Emmanuel Garijo) |
| Mace Windu                                      | Samuel L. Jackson (VF : Jacques Martial)            | Samuel L. Jackson (VF : Jacques Martial)             | Samuel L. Jackson (VF : Jacques Martial)  |
| Yoda                                            | Frank Oz (VF : Jean Lescot) (voix)                  | Frank Oz (VF : Jean Lescot) (voix)                   | Frank Oz (VF : Jean Lescot) (voix)        |
| Sheev Palpatine / Dark Sidious                  | Ian McDiarmid (VF : Georges Claisse)                | Ian McDiarmid (VF : Georges Claisse)                 | Ian McDiarmid (VF : Georges Claisse)      |
| C-3PO                                           | Anthony Daniels (VF : Roger Carel) (voix)           | Anthony Daniels (VF : Roger Carel) (voix)            | Anthony Daniels (VF : Roger Carel) (voix) |
| Dooku                                           |                                                     | Christopher Lee (VF : Bernard Dhéran)                | Christopher Lee (VF : Bernard Dhéran)     |
| Shmi Skywalker                                  | Pernilla August (VF : Nathalie Juvet)               | Pernilla August (VF : Nathalie Juvet)                |                                           |
| Owen Lars                                       |                                                     | Joel Edgerton                                        | Joel Edgerton                             |

## Récapitulatif
Tableau récapitulatif du développement des films de la prélogie :
| Star Wars, épisode I : La Menace fantôme | Star Wars, épisode II : L'Attaque des clones | Star Wars, épisode III : La Revanche des Sith |              |
| ---------------------------------------- | -------------------------------------------- | --------------------------------------------- | ------------ |
| Réalisation                              | George Lucas                                 | George Lucas                                  | George Lucas |
| Scénario                                 | George Lucas                                 | George Lucas                                  | George Lucas |
| Scénario                                 | Jonathan Hales                               |                                               |              |
| Production                               | George Lucas                                 | George Lucas                                  | George Lucas |
| Production                               | Rick McCallum                                |                                               |              |
| Dates de sortie                          | 19 mai 1999                                  | 16 mai 2002                                   | 19 mai 2005  |
| Dates de sortie                          | 13 octobre 1999                              | 17 mai 2002                                   | 18 mai 2005  |

## Adaptations

### Jeux vidéo
En 2005, deux mois avant la sortie du dernier film de la prélogie, La Revanche des Sith, un jeu vidéo qui synthétise cette seconde trilogie est mis en vente. Il s'agit de Lego Star Wars, Le jeu vidéo. Les personnages sont semblables à ceux des LEGO Star Wars, et tous les niveaux sauf un bonus mettent en scène des instants de l'un des trois films de la prélogie. Un jeu analogue, structuré autour de la première trilogie, est quelques mois plus tard mis en vente.

### Figurines
LEGO commence à commercialiser des boîtes avec comme thème un univers fictif indépendant en 1999. La première marque à signer un contrat avec LEGO est alors Star Wars. Cet accord est révélé en 1998. Dans le même temps, George Lucas commence à réaliser la seconde trilogie de sa saga. Par conséquent, les premières figurines LEGO Star Wars sont à la fois issues de la trilogie originale et du premier film de la prélogie, La Menace fantôme.

## Accueil
Les nouveaux personnages introduits dans cette seconde trilogie sont pour certains considérés comme des caricatures stéréotypés de différents peuples, du fait de leur accent, notamment dans la version originale en anglais. Ainsi, Jar Jar Binks est assimilé à un stéréotype jamaïcain, Watto est comparé à une représentation péjorative à la fois des juifs et des arabes, tandis que les neimodiens sont vus comme semblables aux asiatiques. En parallèle, les héros sont montrés comme anglo-saxons. En effet, les Jedi possèdent des voix identifiables comme britanniques tandis que d'autres personnages comme Padmé Amidala parlent avec un accent associable à la classe moyenne américaine.